# André Néron
Pour les articles homonymes, voir Néron.
André Néron, né le 30 novembre 1922 à La Clayette et mort le 6 avril 1985 à Clichy, est un mathématicien français.
Entré à l'École normale supérieure en 1943, il a obtenu l'agrégation de mathématiques en 1946 et soutenu en 1952 une thèse de doctorat préparée sous la direction d'Albert Châtelet. Professeur aux universités de Poitiers puis d'Orsay, il a été invité comme conférencier au congrès international des mathématiciens en 1954 (Amsterdam) et 1966 (Moscou).
Il a introduit le modèle de Néron (en) des courbes elliptiques et des variétés abéliennes, le groupe de Néron-Severi (en) et la hauteur de Néron-Tate des points rationnels sur une variété abélienne. Il a également classifié les fibres possibles des fibrations elliptiques.
Il a eu deux étudiants en thèse, dont Jean-Louis Colliot-Thélène.
Il a reçu en 1983 la médaille Émile-Picard de l'Académie des sciences.

## Publications
- André Néron, Problèmes arithmétique et géométriques rattachés à la notion de rang d'une courbe algébrique dans un corps, Bulletin de la SMF, 80 (1952), p. 101-166
- André Néron, Modèles minimaux des variétés abéliennes sur les corps locaux et globaux, Publications mathématiques de l'IHÉS, 21 (1964), p. 5-128